# Poliosia rectilinea
Poliosia rectilinea là một loài bướm đêm thuộc phân họ Arctiinae, họ Erebidae.